# Долгово (Земетчинський район)
Долго́во (рос. Долгово) — село у складі Земетчинського району Пензенської області, Росія.
Населення — 267 осіб (2010; 470 у 2002).
Національний склад станом на 2002 рік:
- росіяни — 98 %